# 香川県道13号三木綾川線
香川県道13号三木綾川線（かがわけんどう13ごう みきあやがわせん）は、香川県木田郡三木町から綾歌郡綾川町に至る県道（主要地方道）である。

## 概要
新開交差点 - 一本松交差点間は国道32号綾南バイパスの暫定連絡路として建設され、同バイパスの一本松交差点以東が開通した際に県道13号に編入された。

### 路線データ
- 起点：香川県木田郡三木町大字下高岡（八戸交差点・香川県道10号高松長尾大内線・さぬき東街道交点）
- 終点：香川県綾歌郡綾川町陶2758番3地先（一本松交差点・国道32号交点）

## 歴史
- 1971年（昭和46年）12月 - 香川県道13号三木綾南線として認定[1]。
- 1993年（平成5年）5月11日 - 建設省から、県道三木綾南線が三木綾南線として主要地方道に指定される[2]。
- 1995年（平成7年） - 三木町大字上高岡 - 高松市西植田町の経路を東讃大規模農道（さぬき新道）に変更。[要出典]
- 2006年（平成18年）3月21日 - 綾南町廃止、綾川町発足に伴い、名称を三木綾川線に変更。

## 路線状況

### 名称・愛称
- さぬき新道（三木町、高松市、綾川町）
- 東讃大規模農道（三木町、高松市、綾川町：現行本線の当初の事業名）

### 重複区間
- 香川県道156号西植田高松線（高松市池田町・池田町交差点 - 高松市西植田町・西植田町交差点）
- 国道193号・国道492号重複（川東支線：高松市香川町川東上・川東北交差点 - 高松市香川町川東下・川東下交差点）

### 道の駅
- 香南楽湯（高松市）

## 地理

### 通過する自治体
- 木田郡三木町
- 高松市
- 綾歌郡綾川町

### 交差する道路
- 香川県道10号高松長尾大内線・さぬき東街道長尾バイパス（香川県三木町・八戸交差点、起点）
- 香川県道279号三木寒川線（香川県木田郡三木町上高岡・三条交差点）
- 香川県道42号小蓑前田東線（香川県木田郡三木町氷上・重元南交差点）
- 香川県道30号塩江屋島西線（香川県高松市東植田町・岩破交差点）
- 香川県道156号西植田高松線（香川県高松市池田町・池田町交差点）
- 香川県道43号中徳三谷高松線（香川県高松市西植田町・西植田町交差点）
- 香川県道166号岩崎高松線（香川県高松市香川町川東上・新池北交差点）
- 国道193号（国道492号重複）・香川県道280号高松香川線（香川県高松市香川町川東上・川東北交差点）
- 国道193号（国道492号・香川県道172号川東高松線重複）（香川県高松市香川町川東下・川東下交差点）
- 香川県道269号塩江香川高松自転車道線（香川県高松市・城渡橋東）
- 香川県道44号円座香南線（香川県高松市香南町由佐・新由佐交差点）
- 香川県道44号円座香南線バイパス（香川県高松市香南町池内・尾池原交差点）
- 香川県道174号千疋高松線（香川県高松市香南町西庄・西庄交差点）
- 香川県道39号国分寺中通線（香川県綾歌郡綾川町千疋・矢坪交差点）
- 香川県道278号綾歌綾川線（香川県綾歌郡綾川町畑田・畑田交差点）
- 香川県道282号高松琴平線（香川県綾歌郡綾川町陶・新開交差点）
- 国道32号（香川県綾歌郡綾川町陶・一本松交差点、終点）

### 沿線
- 高松市役所香川支所
- 高松市立川東小学校
- 香東川
- 由佐城址
- 冠纓神社
- 高松市役所香南支所
- 高松市立香南小学校
- 綾川町立昭和小学校
- 高松西警察署畑田駐在所